# Antoni Janer Torrens
Antoni Janer Torrens (sa Pobla, 23 d'octubre de 1978) és un escriptor, divulgador i professor mallorquí.
És llicenciat en Filologia Clàssica per la Universitat de Barcelona (UB) i en Periodisme per la Universitat Pompeu Fabra (UPF). Inicialment va exercir com a periodista radiofònic a Última Hora Punto Radio i posteriorment va decantar-se per la docència, exercint de professor de llatí i grec en un centre d'educació secundària d'Inca.
A part de la seva principal professió com a docent, a nivell periodístic ha mantingut la seva activitat en diversos mitjans escrits i radiofònics, mantenint un perfil de caràcter divulgatiu i pedagògic abastant temes tan diversos com Antiguitat clàssica, Educació, Etimologia, Memòria històrica, Mitologia, Sociologia o Religió.
Des del 2018 col·labora setmanalment en el diari Ara Balears (secció Turista de coa d'ull) amb reportatges sobre història del turisme i memòria històrica, així com qualsevol altre tema d'interès històric i social relacionat amb les Balears. També ha col·laborat esporàdicament a diverses revistes com Clío, Historia y vida, Historia de Iberia Vieja, Memoria, Presència, Sàpiens i El Temps.
En ràdio ha fet col·laboracions a IB3 Ràdio als programes Balears fa ciència i Gabinet de crisi. Cal destacar les seves seccions de filosofia i pensament crític Sapere aude (Múltiplex) i Nihil obstat (Al dia) a la mateixa emissora autonòmica. A part, ha impartit nombroses conferències i xerrades sobre mitologia i el món clàssic arreu de Mallorca, així com altres activitats relacionades, com rutes guiades.

## Obres

### Llibres
- Grècia i el naixement de la democràcia. Història de la Humanitat i la Llibertat (vol. IV). Barcelona: Sàpiens Publicacions, 2015 ISBN 978-84-606-6906-7
- Roma i els fonaments del nostre món. Història de la Humanitat i la Llibertat (vol. V). Barcelona: Sàpiens Publicacions, 2015 ISBN 978-84-606-6906-7
- Mitologia per a profans. Manual per entendre la tradició clàssica d'Occident. Publicacions Abadia de Montserrat, 2020 ISBN 978-84-9191-086-2[4]
- La desfeta del paradís. Crònica sociològica del boom turístic a les Balears. Editorial Moll, 2022 ISBN 978-84-273-4062-6[5][6][7]
- Memòria d'una amnèsia. La història amagada del franquisme a les Balears. Editorial Moll, 2025 ISBN 978-84-273-4068-8[8][9][10]

### Articles
- La vida secreta de les paraules: el sorprenent món de les etimologies. XXVII Jornades d’Antroponímia i Toponímia de la UIB. Manacor, 2014
- L’origen dels noms i cognoms catalans: les arrels antroponímiques que marquen una identitat., Ídem

## Premis i reconeixements
- Premi de periodisme d'investigació de la fundació Fundeso (2001)
- Premi Miquel Duran i Saurina de comunicació, de l'Obra Cultural Balear d'Inca (2019)[11]